# Житница (Добричская область)
Житница (болг. Житница) — село в Болгарии. Находится в Добричской области, входит в общину Добричка. Население составляет 541 человек.

## Политическая ситуация
В местном кметстве Житница, в состав которого входит Житница, должность кмета (старосты) исполняет Васил Минчев Минчев (Болгарская социалистическая партия (БСП)) по результатам выборов.
Кмет (мэр) общины Добричка — Петко Йорданов Петков (Болгарская социалистическая партия) по результатам выборов.